# Cypsiurus
Genre
Le genre Cypsiurus comprend trois espèces de martinets des palmiers, oiseaux de la famille des Apodidae.

## Liste des espèces
D'après la classification de référence (version 9.2, 2019) du Congrès ornithologique international (ordre phylogénique) :
- Cypsiurus parvus – Martinet des palmes
- Cypsiurus gracilis – Martinet de Madagascar
- Cypsiurus balasiensis – Martinet batassia

Sur la base de la couleur de son plumage et de sa vocalisation, Cypsiurus parvus gracilis est considéré par le Congrès ornithologique international comme une espèce à part entière depuis juin 2019, sous le nom de Cypsiurus gracilis, à la suite des travaux de Mills et al., publiés en 2019. L'espèce inclut en outre Cypsiurus griveaudi.